# عبدالله فایه
عبدالله فایه (انگلیسی: Abdoulaye Faye؛ زادهٔ ۲۲ سپتامبر ۲۰۰۴) بازیکن فوتبال اهل سنگال است که در حال حاضر برای بایر لورکوزن در پست مدافع بازی می‌کند.

## دوران باشگاهی
فایه یک مدافع میانی چپ‌پا است که در اوت ۲۰۲۳ از آکادمی جوانان دیامبرز در سنگال به هکن در لیگ آلوسونسکان سوئد پیوست. او هنگام پیوستن، ۱۹ سال داشت و قراردادی سه‌ساله امضا کرد. سال بعد، او در مدت قرارداد قرضی خود در اورگریته که در سوپرتان، لیگ دسته دوم سوئد حضور دارد، به طور منظم به میدان رفت. پس از بازگشت به هکن، او در مارس ۲۰۲۵ گلزنی کرد و هکن با شکست یالمبی در مرحلهٔ یک‌چهارم نهایی جام حذفی سوئد به مرحله بعد صعود کرد.
در ۲۷ ژوئن ۲۰۲۵، فایه با بایر لورکوزن در بوندس‌لیگا قراردادی پنج‌ساله امضا کرد.